# 21e groupe de reconnaissance de division d'infanterie
Vous pouvez aider à l'améliorer ou bien discuter des problèmes sur sa page de discussion.
- Il fait référence à des sources qui ne semblent pas présenter la fiabilité et/ou l'indépendance requises. Vous pouvez aider, soit en recherchant des sources de meilleure qualité pour étayer les informations concernées, soit en attribuant clairement ces informations aux sources qui semblent insuffisantes, ce qui permet de mettre en garde le lecteur sur l'origine de l'information. (Marqué depuis mars 2024)

- Archive Wikiwix
- Bing
- Cairn
- DuckDuckGo
- E. Universalis
- Gallica
- Google
- G. Books
- G. News
- G. Scholar
- Persée
- Qwant
- (zh) Baidu
- (ru) Yandex
- (wd) trouver des œuvres sur Wikidata

Vous pouvez aider à l'améliorer ou bien discuter des problèmes sur sa page de discussion.
- Il ne cite pas suffisamment ses sources. Vous pouvez indiquer les passages à sourcer avec {{référence nécessaire}} ou {{Référence souhaitée}}, et inclure les références utiles en les liant aux notes de bas de page. (Marqué depuis mars 2024)
- Il doit être recyclé. La réorganisation et la clarification du contenu sont nécessaires. (Marqué depuis mars 2024)

- Archive Wikiwix
- Bing
- Cairn
- DuckDuckGo
- E. Universalis
- Gallica
- Google
- G. Books
- G. News
- G. Scholar
- Persée
- Qwant
- (zh) Baidu
- (ru) Yandex
- (wd) trouver des œuvres sur Wikidata

Le 21e groupe de reconnaissance de division d'infanterie est une unité française créée en 1939.

## Historique du21eGRDI
- 24 août 1939, formation du 21e GRDI[1] par :
  - Le C.M.C no 20 de Limoges et le  20e Dragons pour l’échelon A : E.M et escadron hippo.
  - Le C.M.C no 19 de Dinan, pour l’échelon B : E.H.R, escadron motocycliste et escadron de mitrailleuses et canons de 25.
- 26 août 1939 : arrivée des premiers éléments destinés à la constitution de l’échelon A.
- 27 août 1939 : arrivée du Commandant Mozat, chef d’escadrons.
- 28 et 29 août 1939 : l’échelon A se transporte à Panazol (banlieue de Limoges).
- 1er au 5 septembre 1939 : entraînement des hommes, acclimatation des chevaux, aménagement des véhicules.
- 4 septembre 1939 : l’escadron prend les armes pour les honneurs au Colonel Prévost qui rejoint son poste aux armées, le  23e GRCA (il avait pris le commandement du 20e Dragons en mars 1937, remplaçant le Colonel Maillard affecté à la direction de la Cavalerie à Paris).
- 5 septembre 1939 : revue de départ par le chef d’escadrons.
- 6 septembre 1939 : à 12 heures, les éléments à cheval embarquement en gare de Limoges de Puy-Imbert. À 21 heures les éléments motorisés embarquent en gare de Limoges de Bénédictins.
- 7 septembre 1939 : à 20 heures, les éléments à cheval débarquent en gare de Liart, à 27 km Ouest de Mézières (Ardennes).
- 8 septembre 1939 : à 3 heures les éléments à cheval vont cantonner à Wadimont (région de Rethel). Ils retrouvent les éléments motorisés venant de Dinan qui sont cantonnés à Vaux-lès-Rubigny, Rubigny, Wadimont et ses alentours. À 20 heures les éléments auto de l’EM et de l’escadron à cheval débarquent à Liard et vont cantonner à Wadimont.

## Ordre de bataille

### État-major
Le Commandant Mozat qui, le 30 avril 1940, est désigné pour prendre le commandement du 3e GRDI, passe le commandement le 5 mai au Commandant Cottin arrivé au GR le 4 mai.
- Capitaine Adjoint : Capitaine Palous.
- Officier de renseignements : Lieutenant Berger Fernand.
- Officier de transmissions : Lieutenant Julitte, le 12 mai 1940 quitte le GR étant affecté * Officier de liaison auprès de l’armée anglaise.
- Officier de détail : Sous-Lieutenant Delage.
- Service de santé : médecin Lieutenant Baillard, début mars 1940 quitte le GR étant affecté au 8e RTM.
- Vétérinaire : Sous-Lieutenant Lamy.

### Escadron à Cheval
- Capitaine brandner.
- 1er peloton : Sous-Lieutenant Cremière.
- 2e peloton : Sous-Lieutenant Sautreuil.
- 3e peloton : Sous-Lieutenant Rabut
- 4e peloton : Adjudant-Chef de Rivière.

### Groupe de mitrailleuses
- Sous-Lieutenant de Lestranges.
- Peloton de canons de 25 : Sous-Lieutenant de Grailly.

### Escadron Moto
- Lieutenant Passerat de Silans (Capitaine à T.T le 1er avril 1940).
- 1er peloton : Lieutenant Gadala.
- 2e peloton : Lieutenant Degois, 16 mai 1940 passe officier d’approvisionnement et remplacé par le Maréchal des Logis Sorel le 16 mai 1940.
- 3e peloton : Lieutenant Le Bris.
- 4e peloton : Lieutenant Fenwick.

### Escadron de Mitrailleuses et canons de 25
- Lieutenant Taniou, le 11 janvier passe à L’EM du GR, remplacé par le Capitaine Tardieu venant du dépôt de Limoges et arrivé au GR le 9 janvier.
- 1er peloton de mitrailleuses : Lieutenant Goasguen.
- 2e peloton de mitrailleuses : Lieutenant de Gisincourt, le 25 avril 1940 passe à l’E.H.R comme officier d’approvisionnement, remplacé par l’Aspirant de Nicolaï de retour de Saumur le 10 mai.
- Peloton de canons de 25 : Lieutenant de Wailly, le 17 novembre 1939 est désigné pour suivre un cours à l’E.M.

### Escadron Hors Rang
- Capitaine Le Fillatre.
- Service auto :
  - Lieutenant Sallerin, début mars 1940 passe officier mécanicien de la division.
  - Lieutenant Faraguet début mars 1940, le 25 avril 1940 affecté à une formation de l’intérieur quitte le GR.
  - Aspirant Sterlicht le 25 avril 1940.

### Officier d’approvisionnement
- Lieutenant Faraguet début mars 1940, passe officier mécanicien du GR.
- Aspirant Sternlicht début mars 1940, le 25 avril 1940 passe officier mécanicien.
- Lieutenant de Gisincourt le 25 avril 1940, quitte le GR le 16 mai 1940 affecté à un hôpital vétérinaire d’armée comme officier de détail.
- Lieutenant Degois le 16 mai 1940.

### Service de Santé
- Lieutenant Robin.
- Médecin auxiliaire Damour.
- Dentiste auxiliaire Guezou.

## Chronologie

### En 1939
Le 19 septembre 1939, le GR quitte ses cantonnements et se porte dans la région de Juniville à 12 km sud de Rethel) et Annelles où les éléments motorisés cantonnent à partir du 20 au matin. À 6 heures, les éléments à cheval arrivent à Arnicourt (5 km Nord de Rethel) où ils font halte et passent la journée. L'étape est très dure non tant à cause de la pluie et de l’obscurité qu’à cause d’une colonne d’artillerie précédant et entravant leur marche. À 21 heures, le départ d’Arnicourt est effectué en direction d’Annelles et Juniville pour arriver vers 3 heures du matin. Jusqu'au 10 octobre 1939, différentes manœuvres sont exécutées ainsi que des tirs au canon de 25 au camp de Sissonne.
Le 10 octobre 1939, le GR est alerté et quitte ses cantonnements pour se rendre à Montigny-sur-Vence et Poix-Terron (14 km Sud-Ouest de Mézières). À 18h50, le départ des éléments motorisés débute. À 21 heures suit le départ des éléments à cheval. Dans la nuit, l’E.M.E cantonne à Poix Terron et le reste du GR à Montigny. Le 14 octobre, l’E.M.E va cantonner à Guignicourt sur Vence (3 km Nord de Poix Terron). Le reste du GR se porte à Poix Terron.
Du 15 octobre au 7 novembre, une reconnaissance de frontière est réalisée en collaboration avec le  7e GRCA (GR du  4e C.A) sous les ordres duquel est placé le GR en vue d’une mission éventuelle sur la Semoy (rivière belge). Un exercice d’alerte est exécuté très rapidement. Des manœuvres en collaborations avec le 117e RI sont préparées, mais pour des raisons diverses n’ont pas lieu. Les 8 et 9 novembre, le GR part dans 5 trains et débarque à Dieuze (Moselle, 14 km Est de Château salins), il va cantonner à Fénétrange (13 km Sud de Sarre Union) à l’exception de l’escadron à cheval qui cantonne à Niederstinzel (2 km Nord de Fénétrange).
Le 17 novembre, le Lieutenant de Wailly désigné pour suivre un cours d’État Major quitte le GR. Un renfort de 1 brigadier et de 12 cavaliers venant du dépôt arrive au GR. Dans la nuit du 18 au 19, le GR reçoit l’ordre de se porter à Hambach (4 km Sud de Sarreguemines) en vue d'être prêt à relever le 16e GRDI qui tient les avant-postes devant Sarreguemines.
À l’arrivée à Hambach, le commandant du GR se présente au commandant du D.A.R.O qui prescrit de dégager au maximum Hambach.
Du 21 au 22 novembre, la relève par le 21e GRDI des éléments correspondants du  16e GRDI est opérée. Le commandant du GR prend le commandement du Groupement Est du D.A.R.O. Voici la composition du groupement :
- Le 21e GRDI.
- 1 Groupe d’artillerie d’appui direct, capitaine Couet et Parquet, puis 1 groupe du Commandant du 10e RA.
- 1 section du génie : destruction.
- 1 élément du génie : service des eaux, électricité, écoutes.

La défense comporte l’organisation de 3 points d’appui :
- P.A Sarreguemines : Capitaine Brandner.
- P.A Galliéni : Lieutenant Taniou.
- P.A Neunkirch : Lieutenant de Silans.

Deux pelotons sont gardés en réserve de groupement. Un groupe de canons est détaché à la défense du PC du D.A.R.O. Le Groupement doit assurer la défense des lisières Nord de Sarreguemines.
Au 23 novembre, il n’a été effectué aucun travail d’organisation du terrain, le groupe se met immédiatement au travail. Le programme des travaux comporte :
1. Des emplacements de tirs d’armes automatiques et des éléments de tranchées, spécialement dans le P.A Sarreguemines et dans le P.A Neunkirrch.
2. Des communications enterrées ou camouflées reliant ces emplacements aux PC des P.A.
3. Deux abris pour FM sous la route longeant la Blies : P.A Galliéni.
4. Renforcement des réseaux de fil de fer.
5. Installation d’une passerelle mobile sur la Sarre en amont du pont des Alliés.
6. Un réseau téléphonique très important.

L’activité de l’artillerie française est importante mais s’exerce sur des objectifs vraisemblablement inoccupés. L’ennemi tire sur les nœuds de communications et les positions supposées de l’artillerie. Il s’abstient comme l’artillerie française de tirer sur les agglomérations qui sont à peu près les seules occupées. Les corps francs préparent des patrouilles au Nord de la Blies, mais l’autorisation de les exécuter est refusée jusqu’au 17 décembre.
Dans le courant de la nuit du 17 au 18, un bataillon du 50e RI tenant la boucle de la Blies, pressé par des éléments ennemis qui ont franchi la rivière, demande l’aide du GR.
Le peloton Le Bris, alerté immédiatement, va relever un poste ayant subi des pertes importantes. Le 19 décembre, la température est très froides : -17°. Une embuscade tendue par le Lieutenant Gadala déjoue les tentatives d’un groupe ennemi pour aborder la ligne tenue par l’infanterie dans la boucle de la Blies. À la demande du commandant du Groupement voisin, le GR envoie des éléments toutes les nuits dans la boucle de la Blies pour tendre des embuscades ou effectuer des patrouilles. Cette activité du GR fait l’objet de compte rendu du D.A.R.E au Corps d’Armée et le colonel commandant le Groupement Ouest du D.A.R.E adresse ses remerciements au GR. Le 28 décembre, à la tombée de la nuit, un brigadier-chef et deux cavaliers de l’escadron à cheval posant des barbelés sont légèrement blessés par des éclats de mine.
Du 30 au 31 décembre 1939, les unités du GR sont relevées par les unités du 7e RIC et des éléments du  25e GRDI. Le chef d’escadron garde provisoirement le commandement du Groupement. Dans la nuit, les éléments du GR au fur et à mesure de la relève vont cantonner ; les éléments motorisés à Hambach, les éléments à cheval à Neufgrange. Depuis le milieu de décembre, la neige et le froid ont fait leur apparition. La température est fréquemment descendue au-dessous de -20° rendant le service de veille très pénible et compliquent les différents mouvements de la relève. Il a fallu scier la viande et casser le vin complètement gelés. Grâce aux caillebotis installés dans les tranchées le GR n’a pas eu de pieds gelés.
Le Général Toussaint qui vient de prendre le commandement de la DI visite les travaux défensifs effectués par le GR. Il adresse ses félicitations pour le travail accompli.

### En 1940
Le chef d’escadrons passe à 12 heures le commandement du Groupement au Colonel Boivin, commandant le 7e RIC et regagne Hambach dans l’après-midi. L’activité du GR dans le secteur de Sarreguemines est récompensé par l’attribution de 24 Croix de Guerre:
- 6 à l’ordre de la Division.
- 5 à l’ordre de la Brigade.
- 13 à l’ordre du GR.
- À l’ordre de la DI : Lieutenant de Silans, Sous/Lieutenant Cremière, Lieutenant Gadala, Maréchal des Logis Nicolaï, Maréchal des Logis Bressaud, Brigadier de Saint-Hilaire.
- À l’ordre de la Brigade : Lieutenant Julitte, Sous/Lieutenant Le Bris, Maréchal des Logis Lefèvre, Cavaliers Jaurreguiberry, Jourdrin.
- À l’ordre du GR : Maréchal des Logis Le Royer, Brigadier-Chef Valette, Brigadier-Chef Murat, Brigadier Dutin, Cavaliers Aubineau, Lestage, Pastouret, Raffenaud, Lecureut, Miquel, Pautrel.

#### Janvier
Le 3 janvier à partir de 04 heures du matin, la division étant passée en réserve de G.Q.G, le GR fait mouvement pour gagner la région de Juvelize, Blanche-Église (Moselle, 12 km Sud-Est de Château Salins). Les éléments motorisés y vont en une étape et les éléments à cheval en trois. Ces mouvements sont rendus très difficiles par le verglas et un froid extrême : -28°. Le 7 janvier dans l’après-midi, les éléments à cheval du GR vont embarquer à Château Salins en deux trains. Le verglas ayant encore redoublé, l’étape est extrêmement pénible. Le 8 janvier à 18 heures, arrivée à Altkirch (18 km Sud de Mulhouse) et débarquement des éléments à cheval qui vont cantonner à Bernwiller (12 km Sud-Ouest de Mulhouse) où ils arrivent péniblement. Les éléments auto de la division font étape en 3 colonnes :
1. Colonne légère.
2. Colonne moyenne, qui comprend presque tout le GR sous les ordres du Commandant Mozat.
3. Colonne lourde.

Le mouvement se fait en deux étapes dans des conditions rendues très difficiles par le froid.
Le 9 janvier, le Capitaine Tardieu venant du dépôt rejoint le GR à Bernwiller. Dans la soirée les éléments auto du GR viennent cantonner à Bernwiller et à Hochstatt (7 km Sud de Mulhouse). Le 11 janvier, le Capitaine Tardieu prend le commandement de l’E.M.E.; le Lieutenant Taniou passe à l’État Major. Le 15 janvier, les éléments cantonnés à Bernwiller font mouvement. Le PC se transporte à la ferme de l’Illberg à Dornach (banlieue Sud de Mulhouse). Les éléments à cheval et l’E.H.R cantonnent à Mulhouse, quartier Barbanègre.
Le 16 janvier, le GR reçoit une mission de défense des lisières de Mulhouse et des passages de l’Ill de Illfurth (10 km Sud de Mulhouse) à Ensisheim (12 km Nord de Mulhouse). Il reçoit les éléments de renforcements suivant :
- 1 compagnie du 117e RI
- 1 groupe de canons du 117e RI
- 1 section de mitrailleuses du 117e RI
- 1 section de 65 de montagne, Lieutenant Florent.

Le secteur est divisé en 4 sous-quartiers:
1. Sous-quartier Sud : Lieutenant de Silans, PC à Hochstatt.
2. Sous-quartier Mulhouse : Capitaine Tardieu, PC à la ferme du Zuckerberg.
3. Sous-quartier Modenheim : Capitaine Brandner, PC de combat au quartier Barbanègre, PC ordinaire à Modenheim.
4. Sous-quartier Ensisheim : Capitaine commandant la compagnie d’infanterie, PC à Ensisheim.

Le 17 janvier, le PC du chef d’escadrons est transporté à l’orphelinat de Dornach. Le PC de combat reste à la ferme de l’Illberg. En février, le Lieutenant Julitte va suivre un cours de transmission à Belfort et les éléments à cheval de l’EM viennent cantonner à Dornach. Le 14 février, au cours d’une prise d’armes, au quartier Barbanègre, le Général Toussaint remet les Croix de Guerre obtenues à la suite des actions devant Sarreguemines. Tous les éléments du GR rentrent progressivement dans la composition des postes placés sur le canal. Les chevaux des pelotons Cremière et Rabut sont amenés à proximité des points d’appui tenus par ces éléments.

#### Mars
Début mars, le Lieutenant Sallerin est désigné comme officier mécanicien de la division.
Le Lieutenant Faraguet passe officier mécanicien du GR et l’aspirant Sternlicht officier d’approvisionnement. Le médecin Lieutenant Baillard affecté au  8e RTM quitte le GR. Le 10 mars, la relève de la compagnie du 117e RI est faite par la B.O.A.C et la C.D.A.C. (dissolution de la section d’artillerie de montagne).

#### Avril
En avril, le Lieutenant de Silans commandant l’escadron moto est nommé Capitaine à titre temporaire, il garde son commandement. Le Lieutenant Faraguet affecté à une formation de l’intérieur quitte le GR. le chef d’escadrons commandant le GR part en permission de 10 jours. Le Capitaine Tardieu prend le commandement provisoire du GR. Le 30 avril, apprenant à Paris qu’il est désigné pour prendre le commandement par intérim du 3e GRDI et qu’il est remplacé à la tête du 21e GRDI par le Commandant Cottin, le Commandant Mozat décide d’écourter sa permission et rentre le 3 mai.

#### Mai
En mai, le Commandant Cottin rejoint le GR, le Commandant Mozat passe le commandement du GR au Commandant Cottin et quitte Mulhouse en fin de journée pour se rendre sur la gare régulatrice de Creil et rejoindre son unité. L’Aspirant de Nicolaï de retour de Saumur est affecté à l’E.M.E. Le 12 mai, le Lieutenant Julitte affecté comme officier de liaison auprès de l’armée anglaise quitte le GR. Au cours de son séjour à Mulhouse le GR a exécuté les travaux suivants :
- 1 barrage de rails, route de Bâle.
- 2 barrages de rails à Didenheim.
- 1 barrage de rails à Illfurth.
- 1 abri bétonné à Illfurth.

Le 14 mai à 10 heures, un coup de téléphone du chef d’État Major pour demander un officier immédiatement. Le lieutenant Berger, officier de renseignements, s’y rend et reçoit l’ordre d’aller au début de l’après-midi reconnaître les possibilités de cantonnement du GR à Burnhaupt-le-Haut et Burnhaupt-le-Bas (10 km Sud-Ouest de Mulhouse). Départ à 13 heures avec l’Adjudant Magondeau. Il rend compte à 15 heures que c’est possible. Le chef d’État Major m’annonce que ça ne tient plus et que nous allons à Réguisheim (4 km Nord de Ensisheim).
Retour au PC du GR. Le chef d’escadrons Cottin envoie le Lieutenant Berger avec l’Adjudant Magondeau et un sous-officier et quatre cavaliers par escadron. Le GR a une mission de recherche de parachutistes. Le lendemain, à partir de 8 heures, le GR fait mouvement, quittant l’Ill d’Ensisheim à l’Illfurth, pour se porter à Reguisheim. Le chef d’escadrons et les commandants de sous-quartiers passent les consignes respectivement au Colonel Paillas commandant la 19e DI et aux commandants de la B.D.A.C et de la C.D.A.C. À Reguisheim, le GR est à la disposition du Colonel Prévost, commandant le  23e GRCA, et est chargé de la défense de l’Ill.
Le 16 mai, le Lieutenant de Gisincourt affecté à un hôpital vétérinaire d’armée comme officier des détails quitte le GR et est remplacé dans ses fonctions d’officier d’approvisionnement par le Lieutenant Degeois. Le Maréchal des Logis Chef Sorel prend le commandement du peloton moto Degeois. La situation s’aggravant de plus en plus dans le Nord, la 19e DI est alertée, il faut se tenir prêt à être enlevé par VF d’un moment à l’autre.
À 20 heures, ordre de départ. Le GR sera embarqué en 5 fractions, destination inconnue.
23 heures, départ des éléments devant embarquer à Altkirch dans le premier train : 3 pelotons à cheval et les chevaux de l’E.M sous les ordres du Lieutenant Fenwick.
Le 17 mai, à 6 heures le 1er train part.
- 1er train : peloton Fenwick et Cremière le 17 mai à 8 heures, gare d’Altkirch.
- 2e train : Capitaine de Silans et le 2e peloton le 17 mai à 14 heures, gare d’Altkirch.
- 3e train : E.H.R le 17 mai à 16 heures, gare de Morvillars.
- 4e train : 2e fractionnement de l’escadron moto avec le 2e fractionnement de l’escadron à cheval le 17 mai à 16 heures, gare d’Altkirch.

L’E.M et l’E.M.C.A.C, arrivés à la gare d’Altkich à 13 h 30, n’embarqueront que le lendemain. Les hommes passent la nuit dans les véhicules, camouflés sous les arbres, et dans une baraque de la gare. Le 19 mai vers 12 heures, le débarquement de la 2e fraction de l’escadron à cheval et de la 2e fraction de l’escadron moto en gare de Le Meux.
En fin de débarquement, six bombardiers survolent la gare. Ils laissent tomber leurs bombes à 2 reprises. Le GM, le groupe de 25 et des éléments motos qui s’apprêtaient à quitter la gare sont très sérieusement atteints.
- Tués : 9 de l’escadron à cheval, 5 de l’escadron moto.
- Blessés : 15.
- Chevaux tués : 25 et 3 mitrailleuses hors d’usage.

Le vétérinaire Sous-Lieutenant Lamy, le Lieutenant de Lestrange et une infirmière de la gare se hâtent au secours des blessés. Le lendemain a lieu un débarquement de l’E.M et l’E.M.C.AC à Chevrières de 12 h à 15 heures. Le commandant et le capitaine adjoint partent voir le général. Les éléments se camouflent dans le bourg de Chevrières. Une heure après leur arrivée la gare est anéantie par les bombes.
La 19e DI fait partie de la VIIe Armée (Général Frère) 1er C.A (Général Sciar).
 Le 1er C.A comprend: la 7e D.I.N.A la 29e DI et la 19e DI. Ils doivent colmater l’énorme brèche existant du fait de la désorganisation de la IXe Armée. Assez peu d’éléments du C.A sont encore débarqués. L’aviation ennemie a été très active et a fortement bombardé les voies de communication, la concentration est longue à opérer. Pour couvrir le groupement de la DI dans la région de Ressons-sur-Matz (entre Montdidier et Noyon), le GR va s’installer sur la coupure de l’Avre, à cheval sur Roye. Pas de renseignement sur l’ennemi ni sur les voisins.
À 17 heures, le Lieutenant de Wailly annonce que le 3e train a été bombardé la veille en gare de Le Meux pendant le débarquement. L’Adjudant-Chef Négrier, le Maréchal des Logis Chef Moreau et 12 brigadiers ou cavaliers ont été tués. Il y a une vingtaine de blessés dont plusieurs très grièvement. À 18 heures, départ en direction de Lassigny, pendant 10 km le GR longe la voie ferrée qui est bombardée sans arrêt. À Lassigny, le chef d’escadrons retrouve les Capitaines Brandner et Le Fillatre et donne l'ordre de mouvement vers l’Avre. En fin de mouvement, le stationnement est le suivant :
- Escadron moto + 1 GM + 1 canon de 25 :  L’Avre de Roye – Roiglise.
  - PC : Verpillières.
- Escadron à Cheval + 1 peloton de mitrailleuses :  Saint-Aurin – Saint-Mard.
  - PC : Saint Mard.
- PC : Laucourt.
- TC : Dancourt-Popincourt (Sous-Lieutenant Delage).
- TR : Conchy-les-Pots (Capitaine Le Fillatre).

Dans la nuit, la liaison a été prise avec le 8e GRDI à Laucourt.
Le 21 mai, la défense de l’Avre s’organise dans les 2 sous-quartiers avec le bouclage des passages de la rivière. Vers 16 heures il est noté le passage de 150 avions allemands, l’activité aérienne ennemie est très forte. Le regroupement de la DI se terminant, l’ordre est donné de pousser de l’avant. À 23 heures, le chef d’escadrons est convoqué au PC de la DI à Cuvilly. La 19e DI va monter jusqu’à la Somme. Le GR éclairera et couvrira le mouvement. Il se portera en direction générale de Bray-sur-Somme et cherchera à établir des têtes de pont en passant la rivière sur sacs Habert; un poste E.R 26 ter est mis à sa disposition. L’infanterie arrive à hauteur de Vermandovillers.
Le 24 mai, c'est une journée de reconnaissances profondes.
Pour le 1er escadron à cheval :
- Adjudant-chef de Rivières : part de Rainécourt avec 1 GC pour se porter sur la Somme en direction de Bray, reçoit des coups de feu violents à hauteur de Chuignes. À son retour, il lui manque 5 hommes, l’un d’eux, Virolles rentre peu après.
- Peloton Fenwick : 1 GC et 1 escouade supplémentaire sur Méricourt pour s’emparer de Méricourt et du pont sur le canal à 1 200 m Nord de Méricourt. Au Nord du bois du Sart, barrage d’artillerie. Le Brigadier Mouillebec est grièvement blessé. Le Brigadier Dutin va avec 2 cavaliers chercher le Brigadier Mouillebec sous le barrage et le ramène.
- Reconnaissance sur Morcourt : 1 Sous-Officier plus 5 hommes. Le village est occupé par l’ennemi, cavalier Trichard blessé.

Pour le 2e Escadron moto :
Les pelotons Gadala et Sautreuil doivent dans la matinée se porter sur Herbécourt pour aller s’emparer du pont sur le canal de la Somme à Feuillères. Le peloton Sautreuil est en tête précédé de sa pointe qui s’arrête au défilement et progresse vers le village. Des violents tirs de mitrailleuses ont lieu à l’arrivée sur le village. Le Sous-Lieutenant Sautreuil, qui avait passé la crête, est mitraillé avec son peloton et met pied à terre, il s'ensuit un combat violent avec de nombreux tués et blessés. Le Lieutenant Gadala qui se trouvait en queue du dispositif va alerter le Capitaine de Silans qui rassemble le reste de ses éléments et va se porter vers Assevillers par Fay. Derrière la crête d’Assevillers sous un feu violent, il place ses mitrailleuses et ses FM. Le dégagement des pelotons est impossible.
Dans la matinée, le Lieutenants Le Bris qui était allé reconnaître la sucrerie de Dompierre, y était reçu par un feu nourri. À 5 heures, le Sous-Lieutenant Sautreuil revient au PC avec le cavaliers Adoue de son peloton et une douzaine de cavaliers du peloton Gadala. Les autres cavaliers sont tués, blessés ou fait prisonniers. Après ces quelques jours de reconnaissances périlleuses, l’escadron motocycliste ne possède plus que le matériel suffisant à équiper un peloton. Encore ce matériel est-il à réviser complètement. À 20 heures, Foucaucourt est attaqué par une forte patrouille. L’escadron moto, après un feu violent, met l’ennemi en fuite et ramasse son matériel ; un allemand est tué.
À Herleville, alerté, le chef d’escadron est parti à 20 heures vers Foucaucourt voir les cavaliers revenus d’Assevillers. Le Capitaine Tardieu part en voiture, avec l’Aspirant de Nicolay, à sa recherche. Le capitaine Palous prend le commandement du P.A d’Herleville. À 21 heures, le chef d’escadron arrive en compagnie du Capitaine de Silans, le Capitaine Tardieu arrive à 21 h 30. Le Lieutenant Goasguen capture un parachutiste ennemi.
Les éléments d’infanterie de la DI continuant leur progression, doivent passer la Somme avec l’appui de chars et de chasseurs portés :
- Le 41e RI à Cléry-sur-Somme.
- Le 117e RI à Péronne.
- Le 22e RI à Pont-lès-Brie[3].

Les chars promis n’arrivent pas et devant la forte pression de l’ennemi à Assevillers en particulier, des mouvements s’opèrent :
- Le 41e RI se replie d’Assevillers-sur-Fay.
- Le 117e RI se replie sur Belloy-en-Santerre.
- Le 22e RI sur Fresnes-Mazancourt.

Le 28 mai à 10 heures, l'ordre de départ est donné. Le GR passe temporairement sous les ordres du Colonel Paillas commandant la 19e DI qui commandera un groupement comprenant des éléments du 22e RMVE, un bataillon du 41e RI et le GR. Le bataillon du 41e RI, d’abord en réserve, puis engagé devant les résistances qui se sont révélées à hauteur de Pont-lès-Brie a été fortement entamé. Le GR a pour mission de tenir Epénancourt et Licourt et d’assurer les liaisons entre les différents centres de résistance. Le 29 mai vers 15 heures, un fort bombardement d’Epénancourt a lieu sur le PA Crémières.
Le 30 mai à 01h30, le chef d’escadron reçoit l’ordre de porter le GR sur Lihons pour réorganiser les escadrons et installer la défense de ce point. Dans la matinée le chef d’escadron donne son ordre de défense en 6 postes de combats:
1. Ouest – Nord :  Capitaine de Silans avec l’escadron moto, 2 canons de 25 et 1 peloton de mitrailleuses. Mission : Interdiction de la zone comprise entre la route de Harbonnière et la route de Vermandovillers.
2. Nord – Est :  Lieutenant Goasguen avec pour mission l'interdiction de la zone comprise entre le PA de Silans et le PA Crémière.
3. Nord-Est – Est : Sous-Lieutenant Crémière avec 1 GM, 1 canon de 25 et 1mortier de 60. Mission : battre la zone comprise entre le P.A Goasguen et la route de Chaulnes.
4. Est – Sud-Est :  Sous-Lieutenant Rabut avec pour mission l'interdiction de la zone comprise entre la route de Chaulnes et la route de Chilly.
5. Sud :  Lieutenant Fenwick avec comme moyens 2 FM, 1 canon de 25, un renfort de voltigeurs du 41e RI. Mission : interdiction de la route de Chilly et de la zone allant jusqu’à la route de Méharicourt.
6. Sud-Ouest :  Aspirant de Nicolay pour l'interdiction de la route de Méharicourt.

En réserve, il y a 1 canon de 25 (escadron à cheval), non loin du PC, qui commande le débouché de la route de Chaulnes sous les ordres du Lieutenant Taniou. À la fin de la journée, les épaulements d’armes sont terminés, les boyaux reliant ces emplacements sont fortement amorcés, les barricades sont construites. Le 31 mai, toute la journée, le travail continue. Les boyaux se terminent, 2 ou 3 rangées de ronces artificielles entourent le village. La position présente un caractère défensif très sérieux.

#### Juin
Le 1er juin, la pose des fils de fer se termine. L'installation d’un observatoire dans le clocher est faite par le Lieutenant Berger. Dans l’après-midi, de très nombreux prisonniers allemands sont amenés par le 41e RI vers Chaulnes. Le 304e RAD, à la disposition de la 19e DI, installe des batteries aux environs de Lihons renforce la défense du village de 2 canons de 75. L’État-Major du 304e RAD s’installe à Lihons. Le 2 juin, le Général Toussaint, commandant par intérim la 19e DI, appelé à un autre commandement, passe le commandement de la DI au Général Lenclud qui commandait la 11e DI. Le chef d’escadrons fait construire deux barricades en pavés (1 sur la route de Chaulnes). Les C.R de renseignements de la DI signalent que des blindés ont été vus entre Dompierre et Chuignes et au Sud de Chappy.
Le 4 juin est signalé l'arrivée de deux pelotons motos du 3e GRDI à Lihons. L’un est envoyé à Méharicourt, l’autre à Rosières pour remplacer le peloton Sorel qui revient à Lihons. L’inspection du Général Lenclud, est fort satisfait des travaux d’organisation de la défense. Il déclare aux officiers de son État-Major que si Lihons est attaqué, le GR pourra s’y maintenir grâce à son travail.
Le 5 juin, des tirs d'artillerie du régiment se font pendant une grande partie de la nuit. À 4 heures, l’artillerie ennemie tire sur les lisières Nord et Est de Lihons, cherchant les batteries amies ; un obus tombe sur le PC. Neuf avions de bombardements laissent tomber des bombes sur le carrefour central de Lihons. Jusqu’à 7 heures des avions de reconnaissance passent sur Lihons et Chaulnes. Des chars se dirigeant dans l’axe Nord-Sud, vont évoluer entre les lisières Est de Lihons et le bois de Pressoir, envoient quatre coups de canons sur le clocher, puis disparaissent vers les bois de Chaulnes. À 8 h 45, l’observatoire signale de nombreux chars à l’Est (vers Chaulnes) au Sud (vers Chilly) et au Sud-Ouest (vers Meharicourt). À 9 h 30, un 155 GPF volatilise un char en direction de Pressoir.
À 11 heures, par ordre du général porté par l’officier de liaison, les chars sont descendus jusqu’à Fransart et Fouquescourt et entourent le PC de la DI. Il faut tenir coûte que coûte et rechercher la liaison avec le 41e RI. Une liaison moto est envoyée immédiatement vers Herleville. À 14 heures, des chars apparaissent de nouveau aux lisières Ouest des bois de Chaulnes et de Pressoir. Le canon de 25 du Lieutenant Crémière immobilise un char et une AM. Vers 15 heures le Maréchal des Logis Houet est grièvement blessé ainsi que deux cavaliers de son équipe de 25 par un obus de char. Le Lieutenant Robin, le médecin auxiliaire Gauthier et un infirmiers vont chercher les blessés. À 17 heures, aux lisières de Chilly, cinq chars stationnent une demi-heure et vont rejoindre d’autres chars en direction de Chaulnes. Une patrouille fournie par la CHR du 41e RI et commandée par l’Adjudant Martinet va dégager des artilleurs du 304 aux lisières des bois de Pressoir.
Le 6 juin, de nombreuses fusées éclairantes rouges très puissantes d’avions sont vues, suivies par un bombardement par avions. Une trentaine de chars apparaissent aux lisières des bois de Pressoir, plusieurs chars lourds. Ils sont hors de portés des 25. Plusieurs obus sur Lihons, une quarantaine sur le PA Crémière, 1 sur le PC, quelques-uns dans le clocher.
L’observatoire est transporté dans une maison sur la place. Quelques obus de chars sur le PA Goasguen. À partir de 9 heures 30 défilé de blindés, de camions et de camionnettes venant d’Estrées-Dentecourt pour se diriger vers Ablaicourt et Pressoir. Ce défilé va continuer jusqu’au soir par vagues massives et rapides. À plusieurs reprises l’artillerie prend ces colonnes à partie. À 10 heures, quelques AM et chars légers s’embossent dans les boqueteaux entre Vermandovillers et Pressoir, des éléments à pied suivent ces blindés. Vers 14 h 30, progression de 2 chars et de 40 hommes venant du bois situé à 800 mètres à l’Est et progressant vers le PA Crémière.
Le 75 du 304, intégré dans ce PA, les fait rebrousser chemin. À partir de ce moment, il y aura presque continuellement des éléments motorisés ou à pied se révélant aux lisières de ces bois et qui seront pris à partie par le 25, le 75 ou les armes automatiques. Vers 15 heures 30, quelques avions Français apparaissent, pris à partie par la DCA très ajustée de l’ennemi. Des cavaliers montés venant du Nord-Est viennent vers Lihons. Le PA Goasguen les tire à la mitrailleuse. Le Lieutenant Goasguen et l’Adjudant Lévêque patrouillent vers le monument Murat pour reconnaître les taillis situés à l’Est de son PA. Ils sont pris à partie par une arme automatique, le cavalier Cotereau (E.M.C.A.C) est tué. À 17 heures, du côté Est une colonne de camions (30 environs) se dirige vers Vermandovillers. Pris à partie par le 155 GPF, la colonne fait demi tour du côté Sud. Vers Chilly, une colonne de camions et de blindés s’établit en carré hors de portée. Des éléments progressent vers Lihons. Le PA Fenwick tire avec son canon de 25 sur une auto blindée ennemie et l’incendie. À 17 h 30, un violent bombardement par avions est opéré, neuf bombardiers foncent en piqué sur Lihons et bombardent tous les points du village. Plusieurs maisons vont continuer à brûler quelques heures après. S'ensuivent un violent bombardement d’artillerie, appliqué, en particulier, sur les PA Crémière et Goasguen. Plusieurs cavaliers sont enterrés avec leurs armes, plusieurs autres disparus.
Le GR tient sur ces emplacements de combat. Il semble clair qu’à l’aube, le lendemain, Lihons sera l’objectif principal de l’ennemi. Devant notre résistance, suivant sa tactique habituelle, il a largement débordé notre îlot. Demain, coupé de tous côtés, une nuée de bombardiers défilera suivie par la masse de blindés formidable descendant depuis ce matin vers Chaulnes. Le commandant Cottin envoie par l’E.R 26 ter le message suivant au général :
« Violemment bombardés par l’aviation et l’artillerie. Pertes légères. Dispositif défensif intact. Le 21e GRDI tiendra jusqu’à ses dernières cartouches ».
Le 7 juin, un ordre de la DI est reçu par radio. Il prescrit au GR de se préparer à un repli vers Etelfay. L’ordre écrit sera porté par l’estafette du GR près de la DI : Chef Roudaut. Le motocycliste Marony se glisse à travers les lignes ennemies pour avertir le 41e RI à Vermandovillers du repli du GR; le repli s’opérera sur Etelfay par Rosières et Guerbigny.
Plusieurs voitures ayant été atteintes par les bombardements (y compris la voiture aux archives), une partie de l'E.M part à pied sous le commandement du Lieutenant Berger.
Ordre de marche : Escadron moto, escadron de mitrailleuses, E.M, T.C, l’escadron à cheval rompra vers 1 heure. Au cours du repli, pas d’accrochages sérieux, quelques tirs d’armes automatiques. Vers 17 heures, l’activité aérienne continue. Quelques avions Français sont pris à partie par la DCA allemande à quelques kilomètres au Nord; les Allemands sont sur la coupure de l’Avre. À 19 heures, l'ordre de départ est donné: le GR doit se porter sur la Hérelle.
Le 8 juin, repos et installation du cantonnement pendant la matinée. Il n'y a pas de nouvelles du Lieutenant Berger et des gradés et cavaliers de l’État-Major partis de Lihons à pied. Depuis 12 heures repli de colonnes vers Saint-Just-en-Chaussée, les routes sont encombrées de colonnes hippo et auto. Le général prononce quelques mots émus, rappelant les pertes énormes des jours derniers. Il félicite vivement le GR et le 41e RI, qu’il proposera pour une citation à l’Armée. À 17 heures, l’embouteillage des routes est inexprimable, la 24e DI se replie entièrement.
Le général commandant la 24e DI et son chef d’État-Major sont reçus par les chef d’escadrons. À 20 h 30, le général commandant la DI donne l’ordre (l’ennemi occupant Saint- Just-en-Chaussée) de faire mouvement en appuyant vers l’Est et de s’installer défensivement à Ravenel en liaison avec le 41e RI. À plusieurs reprises arrivent des renseignements disant que des blindés sont signalés, le chef d’escadron donne ordre de faire mouvement en appuyant à l’Est. Reconnaissance du Maréchal des Logis Chef Sorel. Arrivé à Gannes, il rencontre un char, lui et ses cavaliers se glissent dans les trèfles. L'un d'eux a pu porter le renseignement au commandant. La colonne engagée trop loin à la suite d’une erreur de fléchage, fait demi-tour dans le village et repart sur le bon itinéraire. Tout le long de l’itinéraire, projecteurs de blindés, fusées éclairantes sont vues.
Le 9 juin, à 3 heures : arrivée à Ravenel. L’officier de renseignements annonce que le 41e RI a reçu l’ordre de se replier sur Pont-Sainte-Maxence et qu’il a déjà commencé son mouvement. Les routes sont extrêmement embouteillées. Le chef d’escadron, au reçu de ce renseignement et ne pouvant recevoir de réponse de la DI par radio, décide de se porter derrière l’Oise. Dès le départ de Ravenel, un avion Allemand est poursuivi par un avion Français. Le général commandant la DI fixe le stationnement du GR dans la forêt de Halatte.
L’escadron à cheval (à son arrivée) s’installe à Toutevoie et Chaumont sur la Nonette, afin de protéger la construction d’un pont de bateaux. L’escadron, après reconnaissance, y dénombre des éléments déjà installés :
- Une compagnie de travailleurs (Lieutenant Deroussy) chargée de fermer les barricades en cas d’arrivée d’éléments ennemis.
- Canons de 25 (21e compagnie de marche du 172e RIF, Capitaine Delpierre).
- Détachement du Génie (1 aspirant) chargé de la destruction du pont.
- Une section de 47 hippo (Lieutenant Richard).
- 2 canons de 75 du 10e RAD (Lieutenant Laurent).
- 3 chars H35 (jusqu’à 20 heures le lendemain).

Le bouchage des ponts et l'échelonnement en profondeur des armes anti-chars sont réalisés.
Le 10 juin, amélioration de l’installation, prise de la liaison avec les commandants des
différentes unités. En fin de matinée, le dispositif comporte :
- Sur la rive droite : 2 canon de 25, 1 G.M de l’E.M.C.AC et des guetteurs de l’escadron moto. Le Sous-Lieutenant Le Bris est chargé de signaler l’approche de l’ennemi.

En cas d’arrivée de blindés, les chicanes seront bouchées par les travailleurs, entrée en action des 25. Le génie fera sauter le pont, les éléments placés sur la rive droite se replieront sur des barques préparées.
- Sur la rive gauche : les armes anti-chars et des mitrailleuses sont placées en profondeur par le Capitaine Tardieu.

4 canons de 47 auto-moteurs sont mis à la disposition du GR (58e batterie du 11e C.A, sous le commandement du Maréchal des Logis Laroque) et confiés au Lieutenant Richard. Des éléments coloniaux passent l’Oise.
- 11 heures : arrivée d’un renfort pour le GR : 1 adjudant et 35 hommes.
- 11 heures 30 : liaison prise avec le commandant le 210e RALP ; une batterie de 155 devant pouvoir intervenir au profit de Saint-Leu.

À 14 heures 30, le chef d’escadron est convoqué à la Morlaye (PC de la DI) et reçoit les ordres suivants :
- Le pont de Saint Leu sautera :
  - Sous la pression de l’ennemi si celui-ci attaque avant 24 heures.
  - A priori le 11 juin à minuit.
- Le GR, avec tous les éléments coopérant à la défense de Saint-Leu fera mouvement à partir de 21 heures 30 pour aller occuper face au Nord la position de Chaumont-les-Carrière-la-Chaussée.

La DI signale l’avance d’éléments ennemis et ordonne de faire hâter le passage des troupes se repliant par le pont de Saint Leu. Destruction fixée à 21 heures 30. Le chef d’escadron, donne son ordre de départ aux commandants des différentes unités avec le stationnement à réaliser à l’arrivée. Repli des éléments placés sur la rive droite de l’Oise. À 21 h 30, le pont saute. Un lieutenant du Génie, chargé de la destruction est blessé.
Le 12 juin a lieu un compte rendu des renseignements de la DI : l’ennemi a repris le contact sur l’Oise à Boran. Il dispose de forces importantes et de moyens de franchissement. Il peut tenter un passage de vive force à bref délai. La Compagnie Mixte de Chars, avec l’infanterie de renfort, chasse l’ennemi des bois de Boran. Dans la matinée, installation de lignes téléphoniques. Liaison avec le 210e RALD. Le capitaine de Silans tend une embuscade avec le chef Sorel à des Allemands circulant aux environs de son PA. Dix Allemands arrivent dans la rue principale de la Chaussée. Ouverture du feu, 4 Allemands tombent, emportés par leurs camarades. Poursuite du reste de la troupe. À 21 heures, le Capitaine Brandner signale que le Sous-Lieutenant Crémières est aux prises avec une compagnie allemande à pied. Il s’est replié momentanément, puis à la faveur des tirs d’arrêt du 155, serrant de près le barrage, il a repris ses positions. Le GR et les éléments rattachés partent vers Noisiel (sur la Marne). Les routes sont toujours encombrées de colonnes hippo, auto et de réfugiés.
Le 14 juin vers 20 heures : Arrivée à Ponthierry de l’E.M – E.M.C.A.C – escadron moto – et des T.C – et des T.R. Mise en place :
- Un PA solidement installé (Capitaine Tardieu).
- Deux canons de 47 (auto) battant le pont.
- Deux canons de 47 (auto) échelonnés en profondeur.
- Deux canons de 25 (un en direction route de Corbeil-Essonnes, l’autre en direction route de Fontainebleau).

À son arrivée l’escadron à cheval occupera les intervalles. À son arrivée les canons de 25 (Delpierre) seront répartis en profondeur. Le Capitaine Delpierre, à son arrivée, dirigera 6 canons sur Mennecy. Colonne de réfugiées embouteillant complètement les routes. Arrivée de l’escadron à cheval vers 12 heures. Destruction du pont préparée. Un ordre général d’opération de la DI précise que la 19e DI gardera les passages de la Seine tenus par elle actuellement jusqu’au repli des divisions en avant de son front. Le repli devant s’opérer au cours de la nuit du 14 au 15 juin. Cette mission est limitée au temps nécessaire à l’organisation du repli sur la Loire. Les T.R sont dirigés sur la région de la Ferté-Saint-Aubin (21 km Sud d’Orléans). Le commandant du GR est chargé de surveiller la destruction du pont de Corbeil – d’Etiolles et de Ponthierry. Il doit assurer le repli des éléments du Génie chargés de la destruction.
Le 15 juin à 5 heures, des éléments coloniaux (D.I.C avec son GR) et le 405e Régiment de Pionniers se replient. Le Lieutenant Goasguen est envoyé sur Corbeil pour surveillance, il se repliera lorsque le pont sautera. Le Lieutenant Gadala est envoyé sur Etiolles pour surveillance, il se repliera également lorsque le pont sautera. Le GR doit couvrir le dispositif de retraite sur la Loire, en effectuant des bonds de coupure en coupure.
Le GR se regroupera à Corvier (aux environs de la Ferté-Saint-Aubin, 21 km Sud d’Orléans).
Le 16 juin au cours de la nuit, devant l’embouteillage de la route, le commandant fait arrêter la colonne le long d’un bois durant 3 heures. À 6 heures 30 la colonne arrive au château de Corvier. Les T.R s’y trouvent déjà. Cantonnement dans une ferme et le château.
Au château se trouve le 19e Bataillon de Chars de Combat sans matériel. Installation dans le parc et les communs. Le PC de la DI se trouve à Chaumont-sur-Tharonne. Le commandant réorganise son PC après les pertes subies par le GR devant le combat et au cours des décrochages successifs (voir note de service : 16 juin).
19 heures : Un cycliste envoyé par le Capitaine Brandner annonce que son escadron en traversant Orléans a été coupé par des blindés. Il a pu passé par le pont de chemin de fer avec son peloton de commandement et le peloton Fenwick. Les renseignements faisant connaître que des éléments ennemis se trouvent à Orléans, le général commandant la DI ordonne au commandant du GR de faire surveiller Rabot sur la route nationale no 20 d’Orléans à Vierzons et de boucher le carrefour venant de Rabot et de la côte 144 en direction de Corvier. Tenir également la patte d’oie de Corvier.
Le Capitaine Tardieu est chargé avec son escadron de faire le nécessaire.
- Un GM et 1 canon de 25 sur la côte 144 face à l’Est.
- Un GM et 1 canon de 25 sur la patte d’oie.
- Une position FM sur Rabot.

Le Maréchal des Logis Laroque (58e batterie 11e R.A) avec ses canons automoteurs est mis à la disposition du commandant du 3e bataillon du 107 à la Ferté-Saint-Aubin.
Le 17 juin 1940 :
- 2 heures : Arrivée du Capitaine Brandner et de son peloton de commandement.
- 8 heures : Arrivée des chevaux de main du Lieutenant Fenwick.
- 8 heures : Arrivée du Capitaine Delpierre.
- 9 heures : Arrivée du Lieutenant Richard.
- 14 heures : Arrivée du Lieutenant Fenwick avec le reste de son peloton (1 G.C).

Les pelotons Crémières, Rabut, de Rivière n’ont pu passer la Loire et ont été pris à partie par les blindés. Ils ont combattu à pied dans Orléans avec acharnement. On est sans nouvelle depuis. L’escadron à cheval a couvert 120 kilomètres en 28 heures. Le GR a vu disparaître en cours de route, dans ses étapes forcées, un bon nombre de véhicules, en particulier des motos. La situation du matériel est alarmante. Dans cette journée, le GR compte en plus de son État-Major et de ses escadrons fortement amputés (sauf l’E.M.C.A.C) des éléments rattachés à lui : 1 canon de 47 hippo (Lieutenant Richard) et 6 canons de 25 (Capitaine Delpierre). Répartition du renfort dans les escadrons (voir note de service du 17 juin); des renseignements de la DI annoncent que l’ennemi accentue sa pression sur la Loire en direction d’Orléans. Mise sur pied d’une garde en armes de 20 hommes par escadrons.
Le 18 juin 1940, le GR doit s’installer en P.A cerclé à Marsily-en-Gault avec tous ses éléments. Deux P.A sont constitués :
- 1er Capitaine Tardieu : interdiction des itinéraires Nord et Est.
- 2e Capitaine de Silans : interdiction des itinéraires Sud et Ouest.

Un groupement de canons de 25 tractés est constitué à l’aide de 2 voitures tout terrain (une avec 1 canon et son véhicule apportés par l’Adjudant Masson du 116e RI et une avec une voiture récupérée et 1 canon de 25 venant de l’escadron à cheval. La 19e DI doit se porter derrière le Cher. Le GR fera mouvement pour se porter à Saint-Julien-sur-Cher et la Chapelle Montmartin. Départ fixé à 20 h 30. À l’arrivée ces deux localités doivent être organisées en P.A.
- 19 heures : ordre de surseoir à l’exécution du mouvement.
- 20 heures : des éléments refluent vers le Sud.
- 20 heures 15 : un message vient de la DI demandant d’urgence des éléments motos et des mitrailleuses pour Millançay (PC). Elle signale que Neung-sur-Beuvron et le Grandvilliers seraient pris par les Allemands.
- 20 heures 30 : arrivée de six chars D2 avec le Capitaine « X » se trouvant sans mission.

Le Capitaine de Silans en fait envoyer 3 sur Millançay aussitôt. Les éléments motos partis avec le Chef Sorel.
- 20 heures 30 : un bataillon du 41e RI reflue avec le Commandant Jan disant que la Ferté Beauharnais a été pris. Ils n’avaient plus d’armes automatiques.

Des éléments motorisés auraient pris la route de Romorentin.
La durée d’écoulement de la colonne aurait été de 35 minutes (blindés, autos, motos, camions), 1 officier envoyé en liaison auprès de la DI n’est pas revenu.
Le commandant envoie le motocycliste Maroni près du PC de la DI pour demander des ordres.
Au bout d’une heure (il y a 4 km entre le PC du GR et celui de la DI) Maroni n’est toujours pas revenu.
- 23 heures : Le Commandant Cottin et le Commandant Jan considèrent le PC de la DI comme replié ou comme fait prisonnier et décident de se replier eux aussi derrière le Cher conformément à la 1re mission reçue. Le Commandant Jan va partir le premier avec ses éléments d’infanteries. Le GR décrochera quand ces éléments auront atteint le Cher. Les chars restants couvriront la retraite.
- 23 heures : départ des éléments à pied du Capitaine Delpierre.
- 23 heures 30 : départ des éléments à cheval (le canon de 47 hippo et l’escadron à cheval.
- 23 heures 45 : départ des T.R pour Genouilly.

Le 19 juin, départ des éléments auto dans l’ordre : E.M – E.M.C.A.C – escadron moto.
Passage du Cher à Thenioux (10 km Ouest de Vierzon). Le commandant apprend qu’à Lourière (6 km Nord-Ouest de Gracay) se trouvent le PC de la 87e DIA, 24e C.A (Général Henri Martin). Le commandant se met à la disposition du général qui lui donne l’ordre de rester en P.A cerclé à Genouilly. Le Sous-Lieutenant Le Bris, qui a pris la direction de Menetou et Châtres, revient avec des renseignements très intéressants sur les éléments tenant les passages du Cher, sur les ponts devant sauter dans la soirée et le repli des éléments placés derrière le Cher. Quand ces ponts auront sauté, il y aura plus rien devant la 87e DIA. Le 41e RI se trouve à Maray.
Le 20 juin, le GR reçoit du général commandant la 87e DIA l’ordre de barrer les routes Valençay – Vatan à hauteur de Poulaine et d'établir un P.A à Sainte-Christophe-en-Bazelle. Les T.R se dirigeront sur Vendeuvres par Gracay, Vatan et Buzançay. L’E.M – l’E.M.C.A.C – l’escadron moto et les éléments rattachés vont à Poulaines. L’escadron à cheval et le canon de 25 (Groupe Masson) à Saint-Christophe. Pointe légère de l’ennemi sur Chabris vers 10 heures 30, repoussée. Selles-sur-Cher est occupé par l’ennemi, qui progresse vers le Sud-Ouest en direction d’Ecueille. Mise en place d’un bouchon par le 34e GRDI à Luçay. La coupure de Nahon est solidement tenue par le 8e Cuirassiers. Le Sous-Lieutenant Sautreuil apprend au commandant que le PC de la 19e DI fonctionne toujours et se tient à Ruffec. Les éléments hippo quittent Saint-Christophe à la nuit.
Le 21 juin 1940, le commandant reçoit l’ordre de stationner jusqu’à nouvel ordre, les 7 chars annoncés y arrivent. Repli des régiments d’infanterie de la 87e DIA. Le Lt-Colonel de Bressay sous/chef d’E.M du 1er C.A commande les détachements de toutes armes stationnés dans cette zone. Ce détachement doit couvrir le repli de la 11e DI qui englobe le GR dans ses éléments, après accord avec le Général Martin qui se replie avec tous ses éléments. Le GR reste seul à Rouvres-les-Bois. L’officier de liaison part pour le PC de la 19e DI afin d’en ramener des ordres. Le Lt-Colonel de Bressay ordonne le repli du GR sur Mésières-en-Brenne, la 11e DI ayant effectué son décrochage. Le GR devra couvrir le repli du détachement de Bressay vers l’Est. Au passage, le gros de la colonne prend les T.R à Vendœuvres. Toute la colonne s’achemine vers Mézières-en-Brenne. À 19 heures, l’officier de liaison rapporte des ordres de la 19e DI. Le général demande instamment au général commandant le 1er C.A de lui rendre le GR. Le PC de la DI se trouve à Mazerolles (3 km Ouest de Lussac-les-Châteaux). L’officier de liaison ignore le stationnement actuel du gros du GR et ne peut porter les ordres.
Le 22 juin 1940, l'ordre venant du Lt-Colonel de Bressay de se porter sur Lureuil arrive. Les éléments hippo arrivent à La Trimouille; le 21e GRDI se repliera sur Le Blanc dans les conditions suivantes :
1. S’il n’est pas au contact, il se regroupera avec les éléments de la 19e DI à Fontereuse (Ouest de Confolens).
2. S’il est au contact, de couvrir le décrochage en faisant de l’action retardatrice.

C’est la 1re hypothèse qui se vérifie.
Le 23 juin, le commandant fixe le départ et les conditions du prochain stationnement.
L'arrivée à La Coquille est à 17 heures. C'est un pays de 1500 habitants, 4000 réfugiés + troupe (régiment de tirailleurs, isolés nombreux). Les véhicules du GR s’installent sur la place de l’église. Installation du PC à la Mairie. La mission est d'organiser un système de récupération de personnel, de matériel et de moyens de transport. Le chef d’escadrons fait procéder au bouchage des routes menant à La Coquille et installer des parcs pour le matériel. Par le tambour de ville, il ordonne à tous les isolés de venir se présenter au PC pour se faire inscrire sur un contrôle. La grosse question va être le ravitaillement de tout ce personnel. L’intendance, sollicitée, à plusieurs reprises, n’a rien fourni. Dévouement d’une dame de La Coquille servant les réfugiés (la comtesse de Bram).
Le 24 juin, le contrôle des isolés continue. Toujours pas de ravitaillement. On a fait stationner à La Coquille tous les isolés, comment les nourrir ? La 19e DI va être relevée par une DI qui va reprendre toute l’organisation à son compte. Se préparer à partir.
11 heures : arrivée du Capitaine Brandner venant en liaison. L’escadron à cheval rejoindra par petites étapes. Il assurera l’alimentation des chevaux en réquisitionnant l’avoine nécessaire. Les chevaux ont le dos emporté. Arrivée à 23h des premiers éléments aux environs de Cajarc. Le cantonnement aura lieu à Sauzac, le long du Lot, hameau où il y a deux propriétés assez vastes.
Le 26 juin, le GR est chargé de récupérer le personnel et le matériel à Cajarc, le Capitaine Tardieu s’entend avec le commandant d’armes de Cajarc, qui a des ordres différents de ceux de la DI. Compte rendu de la DI qui prescrit de laisser le commandant d’armes de Cajarc s’en occuper. Repos et remise en état du matériel.
Le 27 juin, rassemblement du GR dans un pré près de l’église de Sauzac. Les 3 escadrons (manque l’escadron à cheval) occupent 3 côtés de ce carré. L’E.M.C.A.C avec ses mitrailleuses et ses 25 devant ses rangs. 3 trompettes du côté ouvert. Arrivée du général de la DI qui salue le GR et le passe en revue accompagné de son chef d’E.M, les Lieutenants Sallerin, de Wailly et de Lestrange y assistent. Paroles émues du général à l’adresse des morts et des disparus du GR. Exaltation des vertus de la Cavalerie. Exhortation au retour à la terre et aux vertus simples. Puis le GR défile devant le général. Messe des Morts à l’église célébré par l’Aumônier divisionnaire. Sermon de l’Aumônier.
Le 29 juin, le chef d’escadrons, les Capitaines Tardieu et de Silans, les Lieutenants Goasguen et Sautreuil se rendent avec un peloton pour prendre part à une prise d’Armes à Pompadour, où le Général Weygand doit remettre des décorations aux unités du 3e C.A qui se sont distinguées au combat. Le Capitaine Le Fillatre prend le commandement du GR.
Le chef d’escadrons reçoit la rosette d’Officier de la Légion d'honneur. Le maréchal des Logis Chef reçoit la Médaille militaire. Le Cavalier Viau de l’escadron à cheval et le Cavalier Momi de l’escadron moto reçoivent la Croix de Guerre avec palme.

#### Juillet
Le 6 juillet débute le départ pour :
- Escadron à cheval – E.M à Villevarlange.
- E.M.C.A.C et l’escadron moto à Bourdelas.
- E.H.R à Theillaumas.

Le lendemain, le GR se rassemble en carré dans un pré. Le chef d’escadron prononce quelques mots et remet une quarantaine de Croix de Guerre.
Le 9 juillet, les premières opérations de démobilisation débutent. Le chef d’escadron Cottin, appelé au commandement du canton Nord à Limoges, le Capitaine Brandner, appelé au canton Sud quittent le GR. Le chef d’escadron Cottin passe le commandement au Capitaine Le Fillatre. Les Sous-Lieutenants Cremière et Rabut considérés comme disparus rejoignent le GR après s’être évadés du camp de concentration d’Orléans.